# Національний парк Шапада-Діамантина
Національний парк Шапада-Діамантина (порт. Parque Nacional da Chapada Diamantina) — національний парк в бразильському штаті Баїя, розташований між 12°25'-13°20’ пд.ш. і між 41°35'-41°15’ зх.д., приблизно за 400 км на захід від міста Салвадор, в регіоні відомому як Шапада-Діамантина. Найкращий доступ до парку від міста Ленсойс.
Парк є одним з найпопулярніших серед любителів походів. Для рельєфу парку характерні горби, гори, долини. Хоча клімат посушливий, тут відносно багато річок. У парку багата флора і фауна, зокрема багато плазунів, амфібій, птахів, комах і дрібних ссавців.